# Niccane Oz
Niccane Oz (hebr. ניצני עוז) – moszaw położony w samorządzie regionu Lew ha-Szaron, w Dystrykcie Centralnym, w Izraelu.
Leży na równinie Szaron, w otoczeniu miasta Kalansuwa, moszawów Sza’ar Efrajim, Tenuwot i Be’erotajim, kibuc Jad Channa, oraz wioski Bat Chefer. Na wschód od moszawu przebiega granica terytoriów Autonomii Palestyńskiej, która jest strzeżona przez mur bezpieczeństwa. Po stronie palestyńskiej znajduje się miasto Tulkarm.

## Historia
Moszaw został założony w 1951 jako typowa osada obronna położona na granicy Izraela. W 1958 został przekształcony w cywilny moszaw. Z powodu sąsiedztwa granicy jordańskiej moszaw wielokrotnie padał ofiarą ataków i infiltracji terrorystów. Liczba ataków zmalała po wojnie sześciodniowej w 1967.

## Kultura i sport
W moszawie jest ośrodek kultury, boisko do piłki nożnej oraz korty tenisowe.

## Gospodarka
Gospodarka moszawu opiera się na uprawach w szklarniach. W tym rejonie równiny Szaron uprawia się 50% wszystkich kwiatów hodowanych w Izraelu. W moszawie znajduje się firma Sabra Flowers Ltd. zajmująca się hodowlą i sprzedażą kwiatów.
Na wschód od moszawu znajduje się strefa przemysłowa Nitsanei Szalom, w której zatrudnienie znajdują setki Palestyńczyków z sąsiedniego miasta Tulkarm.

## Komunikacja
Na wschód od moszawu przebiega autostrada nr 6, brak jednak możliwości bezpośredniego wjazdu na nią. Z moszawu wyjeżdża się na północ na drogę ekspresową nr 57. Lokalną drogą można dojechać do położonego na południu moszawu Sza’ar Efrajim.